# Konrad Huber (tirador)
Konrad Huber   (Hèlsinki, 4 de novembre de 1892 - Hèlsinki, 4 de desembre de 1960) va ser un tirador finlandès que va disputar dues edicions dels Jocs Olímpics. Era germà del també tirador Robert Huber.
El 1924 va prendre part en els Jocs Olímpics de París, on va disputar dues proves del programa de tir. Guanyà la medalla de plata en la prova individual de fossa i la de bronze en la de fossa olímpica per equips, juntament amb Werner Ekman, Robert Huber, Toivo Tikkanen, Georg Nordblad, Karl Magnus Wegelius.
El 1952, vint-i-vuit anys més tard, fou cinquè en la prova individual de fossa del programa de tir.